# Polyphaga
Los polífagos (Polyphaga, gr. "que come mucha variedad") son el suborden de coleópteros más amplio y diverso. Lo componen 16 superfamilias y 144 familias. Despliegan una enorme variedad de especializaciones y adaptaciones, con más de 300 000 especies descritas, es decir, el 90 % de las especies de escarabajos descubiertas hasta hoy.

## Etimología
El nombre "polyphaga" se deriva de las palabras griegas "poly", "mucho" y "phagein", "comer", porque comen una gran variedad de alimentos.

## Características
La pleura protorácica no es visible externamente, sino que está fusionada con el trocantín y permanece interna como "criptopleura".

## Clasificación
El suborden Polyphaga se divide en cinco infraórdenes (familias, lista incompleta):
- Bostrichiformia — incluye las carcomas (Ptinidae) y los escarabajos de las pieles (Dermestidae).
- Cucujiformia — incluye los Coccinellidae (mariquitas, catarinas), los Cerambycidae (escarabajos longicornios), el escarabajo de la patata (Chrysomelidae) y los gorgojos (Curculionoidea).
- Elateriformia — incluye los Elateridae, como el tagüinche.
- Scarabaeiformia — incluye los escarabajos peloteros (Scarabaeidae) y al ciervo volante (Lucanidae).
- Staphyliniformia — incluye la gran familia Staphylinidae y algunos escarabajos acuáticos (Hydrophiloidea).